# Оконі (округ, Південна Кароліна)
Шаблон:StateAbbr_ 34°45′ пн. ш. 83°04′ зх. д. / 34.75° пн. ш. 83.07° зх. д.
Округ Оконі (англ. Oconee County) — округ (графство) у штаті Південна Кароліна, США. Ідентифікатор округу 45073.

## Історія
Округ утворений 1868 року.

## Демографія
За даними перепису 
2000 року 
загальне населення округу становило 66215 осіб, зокрема міського населення було 19215, а сільського — 47000.
Серед мешканців округу чоловіків було 32554, а жінок — 33661. В окрузі було 27283 домогосподарства, 19589 родин, які мешкали в 32383 будинках.
Середній розмір родини становив 2,85.
Віковий розподіл населення поданий у таблиці:
| Стать    | До 15 років | 15-21 | 22-29 | 30-39 | 40-49 | 50-65 | 65-85 | Понад 85 |
| -------- | ----------- | ----- | ----- | ----- | ----- | ----- | ----- | -------- |
| Чоловіки | 6535        | 2858  | 3264  | 4515  | 4770  | 6108  | 4277  | 227      |
| Жінки    | 6046        | 2716  | 3192  | 4468  | 4912  | 6520  | 5185  | 622      |

## Суміжні округи
- Джексон, Північна Кароліна — північ
- Трансильванія, Північна Кароліна — північний схід
- Пікенс — схід
- Андерсон — південний схід
- Гарт, Джорджія — південь
- Франклін, Джорджія — південь
- Стівенс, Джорджія — південний захід
- Гейбершем, Джорджія — захід
- Рабун, Джорджія — захід
- Мейкон, Північна Кароліна — північний захід

## Виноски
1. ↑  U.S. Decennial Census. United States Census Bureau. Архів оригіналу за 19 липня 2018. Процитовано 18 березня 2015.
2. ↑  Historical Census Browser. University of Virginia Library. Архів оригіналу за 11 серпня 2012. Процитовано 18 березня 2015.
3. ↑  Forstall, Richard L., ред. (27 березня 1995). Population of Counties by Decennial Census: 1900 to 1990. United States Census Bureau. Архів оригіналу за 2 лютого 2015. Процитовано 18 березня 2015.
4. ↑  Census 2000 PHC-T-4. Ranking Tables for Counties: 1990 and 2000 (PDF). United States Census Bureau. 2 квітня 2001. Архів оригіналу (PDF) за 18 грудня 2014. Процитовано 18 березня 2015.
5. ↑  State & County QuickFacts. United States Census Bureau. Архів оригіналу за 29 червня 2011. Процитовано 25 листопада 2013.(англ.) Наведено за англійською вікіпедією.
6. ↑  American FactFinder. Бюро перепису населення США. Архів оригіналу за 26 лютого 2012. Процитовано 31 січня 2008.

| США | Це незавершена стаття з географії США. Ви можете допомогти проєкту, виправивши або дописавши її. |